# Вигазио
Вигазио (итал. Vigasio) је насеље у Италији у округу Верона, региону Венето.
Према процени из 2011. у насељу је живело 6918 становника. Насеље се налази на надморској висини од 35 м.

## Становништво
| 1931. | 1936. | 1951. | 1961. | 1971. | 1981. | 1991. | 2001. | 2011. |
| ----- | ----- | ----- | ----- | ----- | ----- | ----- | ----- | ----- |
| 4.200 | 4.201 | 4.876 | 5.003 | 4.854 | 5.463 | 6.050 | 6.798 | 9.438 |